# Chrysosoma ignavum
Chrysosoma ignavum är en tvåvingeart som beskrevs av Becker 1922. Chrysosoma ignavum ingår i släktet Chrysosoma och familjen styltflugor. Inga underarter finns listade i Catalogue of Life.